# シリア属州

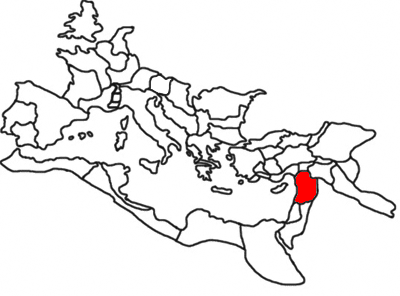
シリア（シュリア）属州の位置（120年頃のローマ帝国）

シリア属州（シリアぞくしゅう、ラテン語: provincia Syria）は、紀元前1世紀にシリア地方に設立されたローマ帝国の属州。紀元前64年にグナエウス・ポンペイウスがセレウコス朝を倒してローマに編入した。ローマ帝国および東ローマ帝国が7世紀の間にわたり支配していたが、637年にイスラム帝国に征服された。なお、ラテン語の原音表記による「シュリア属州」とも称される。

## 領域と経済
その領域は現在のシリアを中心にトルコ南東部、レバノンに広がる。北にはカッパドキアとキリキア、南にはユダヤとアラビア・ペトラエアの各属州があり、トラヤヌス帝のパルティア遠征により115年頃にアルメニア属州やメソポタミア属州が東に設立された。東には強国パルティアがあったため、国境警備のため属州内にはローマ軍団が3つも置かれていた軍事上の要地である。
シリアは東西交易や農業で栄え、多くの大都市を抱える、ローマ帝国内でも有数の豊かな属州であった。シリア属州の総督は、大きさや重要性の点でローマ帝国の中でも屈指の大都会アンティオキアに本拠を置き、パルティアとの国境地帯の要塞や軍団をにらんでいた。主要な産物は穀物、オリーブとオリーブ・オイル、ワイン、レバノンスギなどの木材、木造の船や木製家具、染織物、ガラス製品、陶器、羊皮紙、象牙で飾った細工物などで、特にスギなどの木材、紫色の染織物、ガラス製品などはフェニキア時代からの特産品であった。さらにシルクロードの終点であり、中国から運ばれる絹やインドから運ばれる香辛料など高価なものの多くがシリアを通じてローマに入った。内陸にはアパメア、アンティオキア、ベロエア（アレッポ）、エピファニア、エメサ、ダマスカス、パルミラなどの交易都市や農業都市があり、地中海岸にはラオディキア、シドン、ティールなどの港湾都市があった。

## 政治と軍事

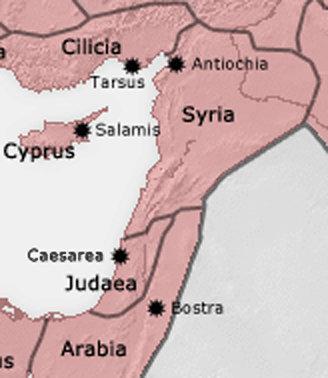
シリア属州

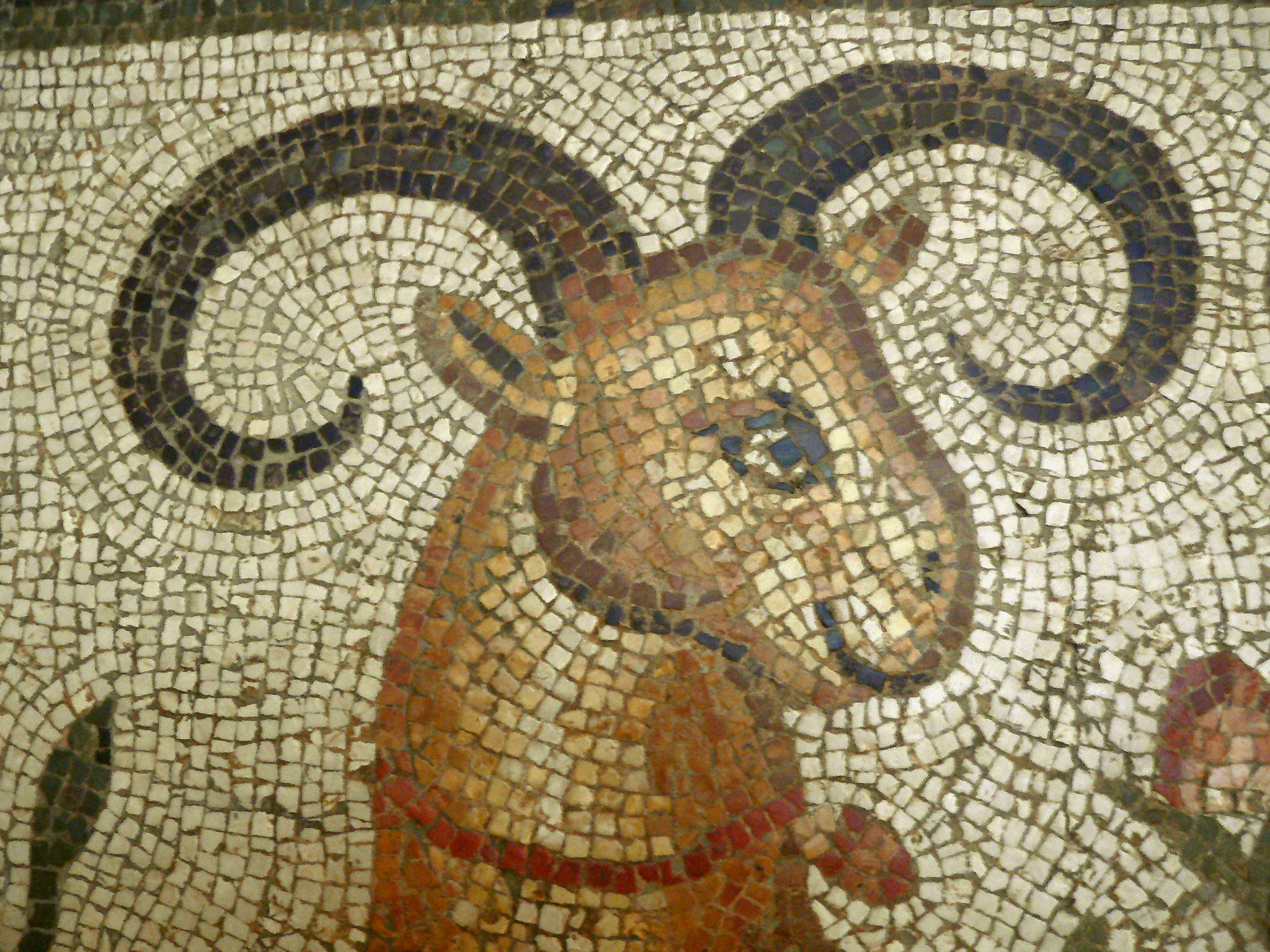
アンティオキア近郊から出土した、2世紀後半から3世紀にかけてのモザイク

紀元前54年にマルクス・リキニウス・クラッススがシリア属州総督に就任する。パルティアへと攻め込んだものの、紀元前53年にカルラエの戦いに敗れてクラッススは戦死した。当時の最高実力者の1人であったクラッススの戦死はローマにとって大きな衝撃であり、ポンペイウスとガイウス・ユリウス・カエサルとの内戦が生じる遠因ともなった。紀元前49年にクィントゥス・カエキリウス・メテッルス・ピウス・スキピオ・ナシカがシリア属州総督となり、同地の軍を率いてファルサルスの戦いに参戦した。紀元前47年、ポントス王ファルナケス2世がシリア属州を狙う動きがあったのを阻止するため、カエサルはシリア属州を押さえた後に小アジアのゼラでファルナケスの軍を破った（ゼラの戦い）。
上述したようにシリア属州はローマにとって最重要地区であり、ティベリウス帝の時期はゲルマニクスがシリア属州総督として赴任、ネロ帝の時期は名将グナエウス・ドミティウス・コルブロがシリア属州を含むローマ東方地区の責任者となったように、当時のローマで最高の人材が就くポストであった。
68年から69年の「4皇帝の年」にウェスパシアヌス（後にローマ皇帝）が決起するにあたり、ガイウス・リキニウス・ムキアヌスが率いるシリア属州駐留の軍団が大きな役割を果たした。
2世紀末以降の元老院における重要人物には、シリア属州出身者が見られる。173年に執政官を務めたティベリウス・クラウディウス・ポンペイアヌスはシリア出身であるほか、175年に反乱を起こしたシリア属州総督ガイウス・アウィディウス・カッシウスはシリアの都市キュロス出身であった。3世紀に入るとヘリオガバルスやアレクサンデル・セウェルスなどのシリア属州出身者が、セウェルス家の家系からローマ皇帝に即位している。
193年は5皇帝の年という内戦の時期に当たる。シリア属州総督ペスケンニウス・ニゲルは皇帝に名乗りをあげ決起するが、セプティミウス・セウェルスに敗れ殺された。皇帝となったセウェルスは同年、この反乱に加担したほかこれまで数々の反乱を行ってきたシリア属州を南北に分割した。北はシリア・ポエニケ（Syria Phoenice）、南はシリア・コエレ（Syria Coele）となっている。
「3世紀の危機」と呼ばれる混乱期にはこの地域は戦略的に見て死活的に重要な意味を持った。パルティアに代わりサーサーン朝が勃興してローマの東部国境を脅かすようになり、交易路はしばしば途絶した。260年、ローマ皇帝ウァレリアヌスはサーサーン朝と戦うためにシリア属州に赴いたが、エデッサの戦いに敗れて捕虜となりペルシアで死亡した。これに対し、パルミラ一帯の実力者であったセプティミウス・オダエナトゥスはサーサーン朝に報復の侵攻を行った。また、オダエナトゥスは皇帝ガリエヌスよりローマの東の守りを任され、半ば独立した地位を築いていた。
267年にオダエナトゥスが殺されると、妻ゼノビアがパルミラの事実上の支配者となり、シリア属州やアラビア・ペトラエア、アエギュプトゥスを支配するパルミラ帝国を打ち立てた。パルミラ王国は旧シリア属州全土を占領したものの、皇帝アウレリアヌスの親征を受けて敗れ王国は崩壊し、シリア属州もローマ帝国へ復帰した。
4世紀後半、テオドシウス1世の治世に属州はさらに細分化される。シリア・ポエニケはポエニケ（Phoenice）とポエニキア・リバネシア（Phoenicia Libanesia）に、シリア・コエレはシリア（Syria）、シリア・サルタリス（Syria Salutaris）、シリア・エウプラテンシス（Syria Euphratensis）に分割された。
以後、7世紀まではシリアは東ローマ帝国の重要な地方であったが、サーサーン朝によるたび重なる侵入で荒廃した。637年、アンティオキアは正統カリフの軍により征服され、ローマ属州としてのシリアは消滅した。